# Миколаївка (Петропавлівська сільська громада)
Микола́ївка — село в Україні, у Петропавлівській сільській громаді Куп'янського району Харківської області. Населення становить 118 осіб. До 2020 орган місцевого самоврядування— Ягідненська сільська рада.

## Географія
Село Миколаївка знаходиться неподалік від витоків річки Кобилка. За 1 км розташоване село Орлянка.

## Історія
12 червня 2020 року, відповідно до Розпорядження Кабінету Міністрів України  № 725-р «Про визначення адміністративних центрів та затвердження територій територіальних громад Харківської області», увійшло до складу Петропавлівської сільської громади.
19 липня 2020 року, в результаті адміністративно - територіальної реформи та ліквідації колишнього Куп'янського району, село увійшло до складу Куп'янського району Харківської області.